# Cicely M. Barker

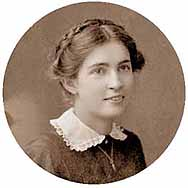
Cicely Mary Barker cirka 1915.

Cicely Mary Barker, född 28 juni 1895 i Croydon i London, död 16 februari 1973  i Storrington, Sussex, var en brittisk poet och illustratör. Hon är mest känd för sina bilder där hon skildrar feer och blommor. Hon målade även många religiösa motiv, och skapade illustrationer till Bible Stories, som hennes syster Dorothy skrivit.
En minnesplakett är uppsatt vid huset på The Waldrons, 23 i Croydon där hon bodde 1924 till 1961.

## Böcker
- Flower Fairies of the Spring, 1923
- Spring Songs with Music, 1923.
- Flower Fairies of the Summer, 1925
- Westcott, M. K.., Child Thoughts in Picture and Verse, 1925.
- Flower Fairies of the Autumn, 1926
- Summer Songs with Music, 1926.
- The Book of the Flower Fairies, 1927.
- Autumn Songs with Music, 1927.
- Old Rhymes for All Times. 1928.
- The Children’s Book of Hymns, 1929.
- Barker, Dorothy, Our Darling’s First Book, 1929.
- Beautiful Bible Pictures, 1932.
- The Little Picture Hymn Book, 1933.
- Rhymes New and Old, 1933.
- A Flower Fairy Alphabet, 1934.
- A Little Book of Old Rhymes, 1936.
- Barker, Dorothy, He Leadeth Me, 1936.
- A Little Book of Rhymes New and Old, 1937.
- The Lord of the Rushie River, 1938.
- Fairies of the Trees, 1940. Senare publicerad som "Flower Fairies of the Trees".
- When Spring Came In at the Window, 1942.
- Stevenson, Robert Louis, A Child’s Garden of Verses, 1944.
- Flower Fairies of the Garden, London, Blackie, 1944
- Groundsel and Necklaces,1946, publicerad som Fairy Necklaces
- Flower Fairies of the Wayside, 1948
- Flower Fairies of the Flowers and Trees, 1950.
- Lively Stories, Macmillan, 1954.
- The Flower Fairy Picture Book, 1955.
- Lively Numbers, Macmillan, 1957.
- Lively, Words, Macmillan, 1961.
- The Sand, the Sea and the Sun, 1970.
- Flower Fairies of the Winter,1985.
- Simon the Swan, 1988.
- Flower Fairies of the Seasons, 1988.
- A Little Book of Prayers and Hymns, 1994.
- A Flower Fairies Treasury, 1997.